# Lindsay Lohan
Lindsay Morgan Lohan (născută Lindsay Dee Lohan; 2 iulie 1986) este o actriță, cântăreață, fotomodel și producătoare americană. Lohan și-a început cariera în showbiz la o vârstă fragedă, fiind model pentru o revistă de copii și pentru câteva reclame. La vârsta de 10 ani, își începe cariera de actriță în serialul Another World. La vârsta de 11 ani, a jucat în primul ei film, un remake al filmului The Parent Trap, interpretându-le pe cele 2 surori gemene.
Lohan devine celebră cu rolurile principale din filmele: Freaky Friday, Confessions of a Teenage Drama Queen, Mean Girls și Herbie: Fully Loaded. Următoarele roluri principale le are în filmele Bobby și A Prairie Home Companion. În 2004, Lohan își lansează albumul de debut Speak de pe care se desprind single-urile "Rumors","Over" și "First". În anul 2005,în data de 6 decembrie, ziua de Moș Nicolae, Lohan își lansează al doilea album A Little More Personal (Raw). De pe el se desprinde single-ul "Confessions of a Broken Heart (Daughter to Father)" .
Viața personală a lui Lindsay a fost mereu pe prima pagină a ziarelor și a tabloidelor.

## Cariera ca actriță

### Începutul succesului
Lohan și-a început cariera cu agenția Ford Models la vârsta de 3 ani,dar a pozat foarte puțin ca model. Ea a persistat să fie model, și a apărut pe mai mult de 100 de afișe pentru companii ca Toys "R" Us. Ea a pozat și pentru firma Calvin Klein Kids, de obicei pozând împreună cu frații ei, Michael și Ali, pozând de asemenea și pentru firma Abercrombie Kids.
Prima audiție a lui Lindsay pentru un rol în televiziune nu a mers bine; cu timpul s-a străduit mai tare pentru o reclamă la Duncan Hines, după care i-a spus mamei sale că se va da bătută dacă nu primește jobul. A fost angajată, și a apărut în 60 de reclame, printre care și una la Jell-O împreună cu Bill Cosby. Aceste reclame în care a apărut au ajutat-o să primească mici roluri în telenovele. Primind aceste roluri ea a fost considerată o "mică actriță". În 1996 a primit rolul  Alexandrei "Ali" într-un remake al serialului Another World", unde a vorbit mai mult decât orice altă fată de 10 ani în filmele din acele timpuri". În 1998, a renunțat la rolul său din Another World, deoarece regizorul Nancy Meyers îi propusese să joace rolul a două surori gemene (Dennis Quaid și Natasha Richardson) în remake-ul filmului The Parent Trap. Filmul The Parent Trap a fost bine primit de critici ca o comedie de familie, aducând în USA $92 milioane de dolari. Criticul filmului Janet Maslin a văzut dublul personaj al lui Lindsay și i-a considerat interpretarea foarte viguroasă "încât pare că a luat lecții de actorie de la Sharon Stone". Criticul Kenneth Turan a numit-o pe Lohan "sufletul acestui film la fel ca Hayley Mills, amândouă fiind originale"
A început cu două filme originale Life-Size (2000)cu Tyra Banks și Get the Clue (2002).A jucat de asemenea în primul episod din mini-serialul de televiziune Bette în anul 2000, interpretând una dintre fiicele lui Bette Midler,dar Lohan, având 14 ani, a renunțat la rol când producția s-a mutat din New York la Los Angeles. În 2001, a fost gazda reclamelor de pe ABC-TV care comemorau 100 de ani de la nașterea lui Walt Disney.

### Ascensiunea spre faimă
După o scurtă pauză, Lohan obține un rol într-un alt film marca Disney: Freaky Friday (2003) împreună cu Jamie Lee Curtis. Personajul din film al lui Lindsay a fost unul mai sălbatic, dar ea s-a hotărât să se îmbrace pentru audiție într-un stil feminin și drăgălaș, iar după primirea rolului, personajul lui Lindsay a fost rescris. În 2005, Freaky Friday a fost unul dintre cele mai de succes filme ale lui Lindsay, câștigand 160 milioane de dolari. În 2004, Lohan a primit 2 roluri principale în filmele: Confessions of a Teenage Drama Queen și Mean Girls, amândoua lansate în 2004. Drama Queen nu a fost un succes prea mare la box office câștigând 30 milioane de dolari, iar criticii au considerat filmul unul nereușit.
Mai de succes a fost filmul Mean Girls, primul film PG-13 al lui Lindsay și primul ei film care nu avea legătură cu Disney. Filmul a câștigat la nivel mondial 128 milioane de dolari, iar criticii au lăudat-o pe Lindsay pentru interpretarea rolului său. Datorită filmului Mean Girls popularitatea lui Lindsay crescuse, iar paparazzi începuseră să o urmărească.
În 2005, Lohan a fost prima persoană care a avut o păpușă My Scene Goes Hollywood lansată de Mattel. De asemenea ea și-a împrumutat vocea pentru unul dintre personajele filmului My Scene Goes Hollywood.
Lohan s-a întors laDisney în 2005, pentru filmarea filmului Herbie:Fully Loaded. Filmul Herbie:Fully Loaded a câștigat pe plan mondial 144 milioane de dolari.
În 2006, filmul Herbie a fost descris de revista Vanity Fair ca „primul film dezastruos al lui Lindsay”.
Următorul său film Just My luck a fost lansat în cinematografe în mai 2006 și a câștigat pe plan mondial doar 38 de milioane de dolari.

## Filmografie

### Film
| An   | Titlu                                | Rol                              | Note                 |
| ---- | ------------------------------------ | -------------------------------- | -------------------- |
| 1998 | The Parent Trap                      | Hallie Parker/Annie James        |                      |
| 2000 | Life-Size                            | Casey Stuart                     | Film de televiziune  |
| 2002 | Get a Clue                           | Alexandra "Lexy" Gold            | Film de televiziune  |
| 2003 | Freaky Friday                        | Anna Coleman/Tess Coleman        |                      |
| 2004 | Confessions of a Teenage Drama Queen | Mary Elizabeth "Lola" Cep        |                      |
| 2004 | Mean Girls                           | Cady Heron                       |                      |
| 2005 | Herbie: Fully Loaded                 | Maggie Peyton                    |                      |
| 2006 | A Prairie Home Companion             | Lola Johnson                     |                      |
| 2006 | Just My Luck                         | Ashley Albright                  |                      |
| 2006 | Bobby                                | Diane Howser                     |                      |
| 2006 | Friendly Fire                        | The Girlfriend                   | Direct-to-DVD        |
| 2006 | The Holiday                          | Rolul propriei persoane          | Cameo (necreditată)  |
| 2007 | Chapter 27                           | Jude Hanson                      |                      |
| 2007 | Georgia Rule                         | Rachel Wilcox                    |                      |
| 2007 | I Know Who Killed Me                 | Aubrey Flemming/Dakota Moss      |                      |
| 2009 | Labor Pains                          | Thea Clayhill                    | Film de televiziune  |
| 2010 | Teenage Paparazzo                    | Rolul propriei persoane          | Documentar           |
| 2010 | Lindsay Lohan's Indian Journey       | Rolul propriei persoane          | documentar BBC Three |
| 2010 | Machete                              | April Booth                      |                      |
| 2012 | First Point                          | Rolul propriei persoane / Surfer | Film scurt           |
| 2012 | Love, Marilyn                        | Rolul propriei persoane          | Documentar           |
| 2012 | Liz & Dick                           | Elizabeth Taylor                 | Film de televiziune  |
| 2013 | Inappropriate Comedy                 | Marilyn                          |                      |
| 2013 | Scary Movie 5                        | Lindsay Lohan                    |                      |
| 2013 | The Bling Ring                       | Rolul propriei persoane          | Archived footage     |
| 2013 | The Canyons                          | Tara                             | plus co-producătoare |
| 2014 | Inconceivable                        | TBD                              | Co-producătoare      |

### Televiziune
| An         | Titlu                              | Rol                                       | Note |
| ---------- | ---------------------------------- | ----------------------------------------- | --- |
| 1992       | Late Night with David Letterman    | Trick-or-treater dressed as garbage       | Episodul din 29 octombrie 1992 |
| 1996–97    | Another World                      | Alexandra "Alli" Fowler                   | Rol recursiv |
| 2000       | Bette                              | Rose Midler                               | "Pilot" (sezonul 1, episodul 1) |
| 2004–12    | Saturday Night Live                | Rolul propriei persoane/Host (5 episodes) | Sezonul 29, episodul 18 (gazdă) Sezonul 30, episodul 7 (Rolul propriei persoane) Sezonul 30, episodul 20 (gazdă) Sezonul 31, episodul 16 (gazdă) Sezonul 37, episodul 16 (gazdă) |
| 2004       | King of the Hill                   | Jenny Medina (voce)                       | "Talking Shop" (sezonul 8, episodul 22) |
| 2004, 2006 | That '70s Show                     | Danielle Rolul propriei persoane          | "Mother's Little Helper" (sezonul 7, episodul 7) "That '70s Show: The Final Goodbye" (Special episode)                                                                           |
| 2008       | Ugly Betty                         | Kimmie "Kim" Keegan                       | Recurring role (Season 3) |
| 2008       | Living Lohan                       | Rolul propriei persoane                   | "Acting Up" (sezonul 1, episodul 9) |
| 2009       | Project Runway                     | Rolul propriei persoane / Guest judge     | "Welcome to Los Angeles!" (sezonul 6, episodul 1) |
| 2010       | Double Exposure                    | Rolul propriei persoane                   | "I'm Gonna Smash the Ringflash!" (sezonul 1, episodul 3) |
| 2012       | Glee                               | Lindsay Lohan (Nationals judge)           | "Nationals" (sezonul 3, episodul 21) |
| 2013       | Million Dollar Decorators          | Rolul propriei persoane                   | "The Finishing Touch" (sezonul 2, episodul 8) |
| 2013       | Anger Management                   | Lindsay Lohan                             | "Charlie Gets Lindsay Lohan in Trouble" (sezonul 2, episodul 12) |
| 2013       | Oprah's Next Chapter               | Rolul propriei persoane                   | "Lindsay's Next Chapter" (sezonul 2, episodul 37) |
| 2013       | Eastbound & Down                   | Adult Shayna Powers                       | "Chapter 29" (sezonul 4, episodul 8) |
| 2014       | Lindsay                            | Rolul propriei persoane                   | An 8 part docu-series on Lohan's life in the entertainment industry. On Oprah Winfrey's OWN.                                                                                     |
| 2014       | Funny or Die's Billy on the Street | Rolul propriei persoane                   | (sezonul 3, episodul 1) |
| 2014       | 2 Broke Girls                      | Claire Guinness                           | "And the Wedding Cake Cake Cake" (sezonul 3, episodul 21) |

### Teatru
| An   | Titlu          | Rol   | Note |
| ---- | -------------- | ----- | ---- |
| 2014 | Speed-the-Plow | Karen |      |

## Discografie
- Speak (2004)
- A Little More Personal (Raw) (2005)